# Kovčín
Kovčín (mezi lety 1925 a 1995 Kozčín, německy Kotschin) je obec v okrese Klatovy v Plzeňském kraji. Žije zde 87 obyvatel. Přes obec vede železniční trať č. 191 Plzeň – České Budějovice, na které je zřízena železniční zastávka.
Jihovýchodně od obce se rozkládá Kovčínský rybník.

## Historie
První písemná zmínka o obci pochází z roku 1551. 7. května 1945 byla obec osvobozena americkou armádou.

## Obyvatelstvo
| Rok            | 1869 | 1880 | 1890 | 1900 | 1910 | 1921 | 1930 | 1950 | 1961 | 1970 | 1980 | 1991 | 2001 | 2011 | 2021 |
| -------------- | ---- | ---- | ---- | ---- | ---- | ---- | ---- | ---- | ---- | ---- | ---- | ---- | ---- | ---- | ---- |
| Počet obyvatel | 285  | 274  | 255  | 277  | 285  | 277  | 273  | 199  | 199  | 160  | 110  | 95   | 76   | 80   | 76   |
| Počet domů     | 42   | 47   | 48   | 49   | 52   | 52   | 57   | 59   | 55   | 52   | 42   | 53   | 55   | 55   | 56   |

## Obecní správa
Mezi lety 1850–1976 Kovčín byl obcí v okrese Klatovy (1850–1930), posléze v okrese Horažďovice (1950) a později opět v okrese Klatovy. Od 30. dubna 1976 do 31. prosince 1991 patřil jako část obce k Myslívu a od 1. ledna 1992 je opět samostatnou obcí, ale Milčice již zůstaly součástí Myslíva. V letech 1850–1889 a od 1. července 1975 do 29. dubna 1976 k obci patřily Milčice.

### Obecní symboly
Znak a vlajka byly obci uděleny rozhodnutím předsedy Poslanecké sněmovny Parlamentu České republiky dne 6. ledna 2021.

## Galerie

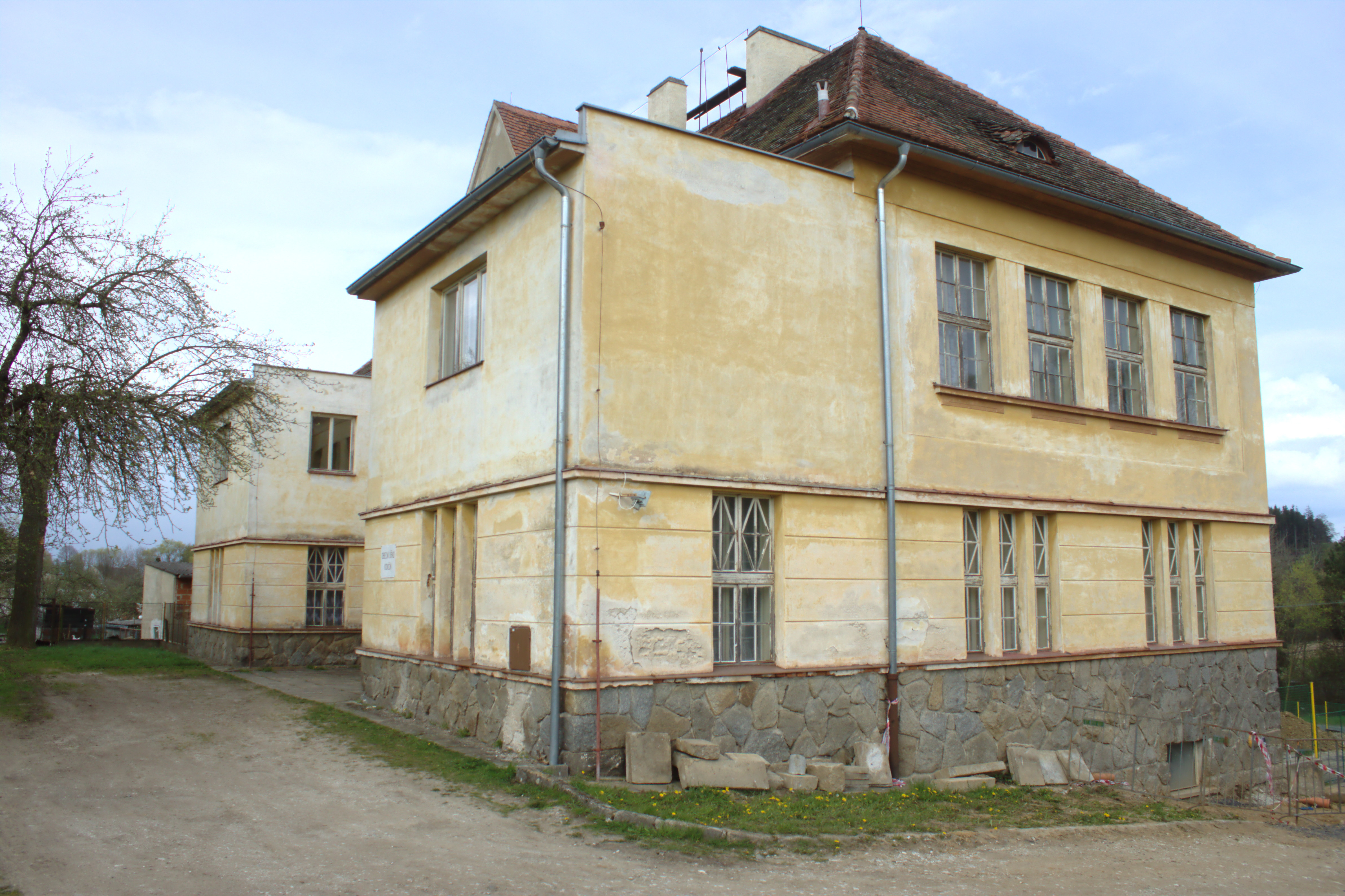
Bývalá škola
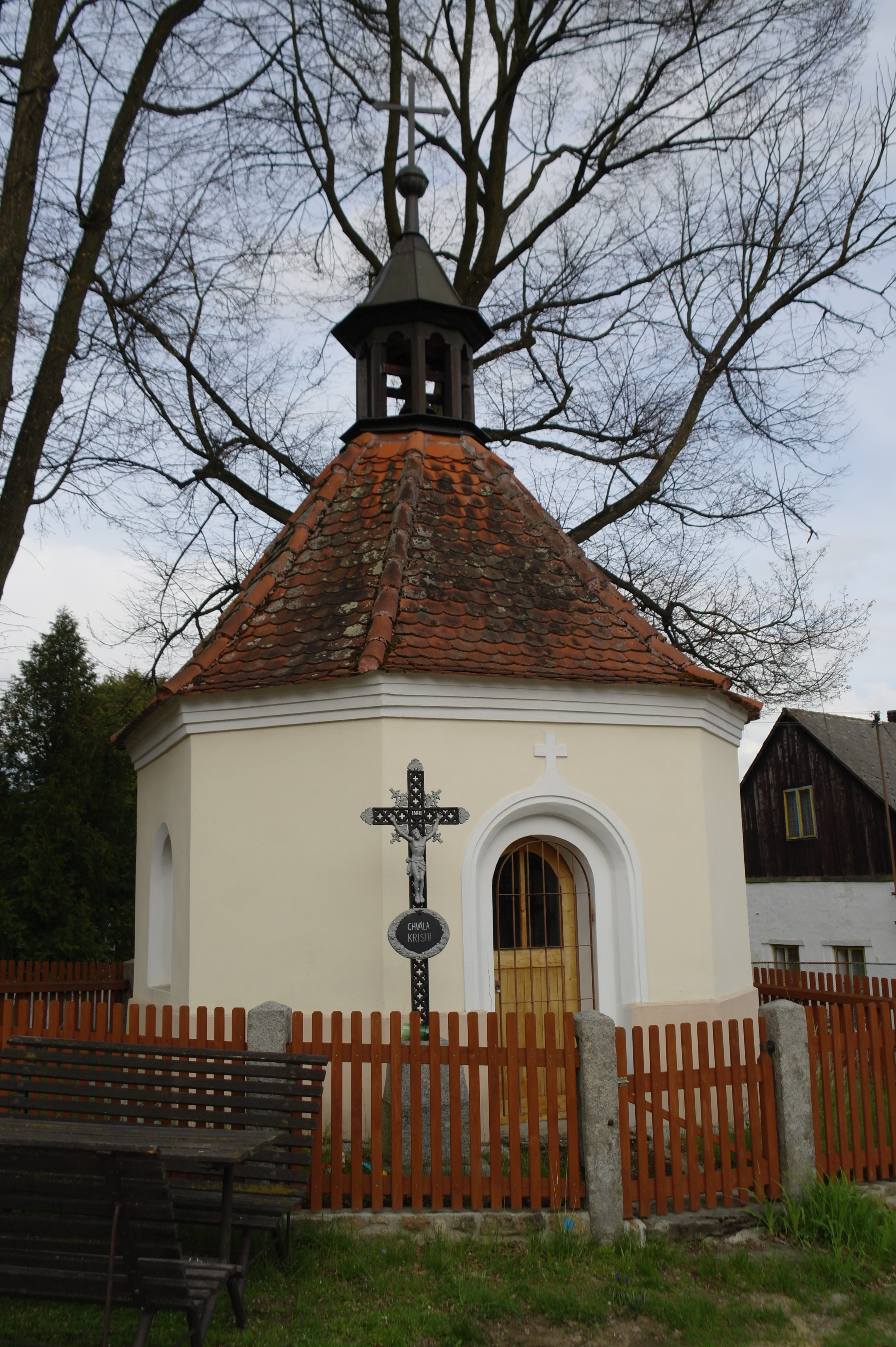
Kaple
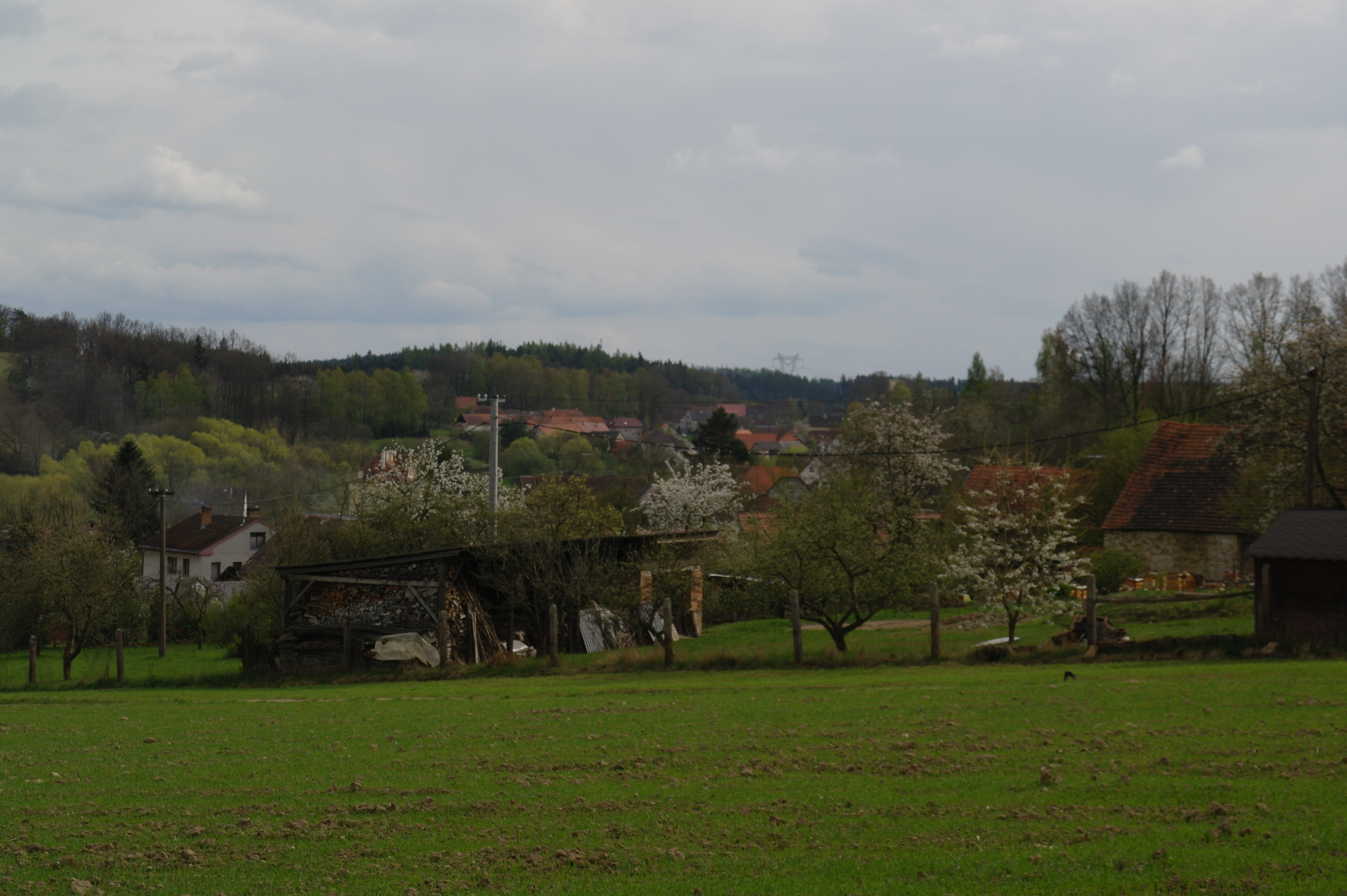
Kovčín zdáli